# Айоцдзорски хребет
Айоцдзорският хребет или Даралагезки хребет (на арменски: Վայքի լեռնաշղթա, Айоцдзорский хребет; на азербайджански: Dərələyəz silsiləsi, хребет Дереляяз; на руски: Айоцдзорский (Даралагезский) хребет) е планински хребет, част от система на Арменската планинска земя.
Простира се на 70 km от запад на изток, по границата между Армения на север и Азербайджан (Нахичеванска автономна република) на юг и има форма на легнала латинска буква „S“. Явява се вододел между левите притоци на река Аракс (десен приток на Кура) – Арпачай и Нахичеванчай. На изток се свързва със Зангезурския хребет. Максимална височина връх Гоги 3120 m, (39°33′30″ с. ш. 45°34′12″ и. д. / 39.558333° с. ш. 45.57° и. д.), издигащ се в източната му част, на границата между двете страни. Западната му част е изградена от палеозойски и мезозойски варовици, пясъчници, кварцити и шисти, а източната – от палеогенски седиментно-вулканични наслаги и неогенски лави. От северните и западните му склонове водят началото си малки и къси реки леви притоци на Арпачай, а от южните му склонове – малки и къси (Джаричай, Кюкючай и др.) десни притоци на Нахичеванчай. Склоновете му са покрити с планинско-степни, а билните части – с планинско-ливадни ландшафти. В средната си част се пресича от Агхачкия проход (1999 m), през който преминава шосе между градовете Нахичеван на юг и Джермук на север. В северното му подножие, на територията на Армения е разположено сгт Вайк, а в южното му подножие, на територията на Нахичеванската автономна република – сгт Шахбуз.

## Топографска карта
- J-38-19 М 1:100000[2]
- J-38-20 М 1:100000[3]